# Belulik
Der Belulik (Bé-lulik, Belulic, Wai Luli) ist ein Fluss im Süden Osttimors. Er führt das ganze Jahr über Wasser. Wie die anderen Flüsse im Süden der Insel auch, verursacht der Belulik in der Regenzeit immer wieder größere Überschwemmungen in seinem Mündungsgebiet. Der Name Lulik bedeutet in der Landessprache Tetum so viel wie „heilig“ oder „tabu“, Be bedeutet „Wasser“, der Flussname also „heiliges Wasser“.
Seine Zuflüsse in den Bergen von Ainaro bilden mehrere kleine Wasserfälle.

## Verlauf

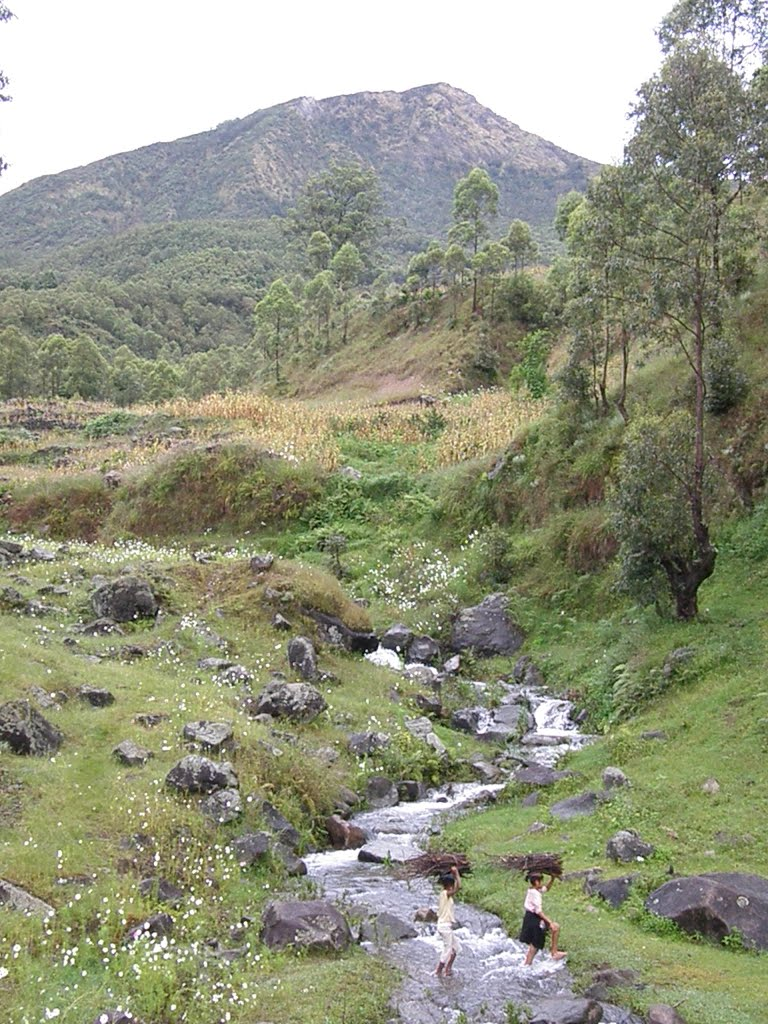
Einer der vielen Bäche, die zum Einzugsgebiet des Belulik gehören. Im Hintergrund Osttimors höchster Berg, der Tatamailau.

Der Belulik entspringt im Grenzgebiet der Verwaltungsämter Maubisse und Hatu-Builico zwischen den Orten Airacalau und Aituto und fließt zunächst nach Süden, schwenkt aber dann nach Hatu-Builico in Richtung Südwesten. Hier bildet er die Grenze zwischen dem Suco Mauchiga im Süden und Mulo und Nuno-Mogue im Norden. Aus Mulo trifft der Dare auf den Belulik, dann der Tolemau (Grenzfluss zwischen Mulo und Nuno-Mogue, fälschlicherweise auch Telemau genannt) und schließlich der Gourete, der Nuno-Mogue vom Suco Manutaci (Verwaltungsamt Ainaro) abgrenzt. Hier schwenkt der Belulik nach Süden, trennt Mauchiga von Manutaci, um dann als Grenze zwischen Soro (Verwaltungsamt Ainaro) und Mauchiga nach Südosten zu fließen. Mit mehreren Windungen orientiert sich der Belulik schließlich Richtung Süden. An seinem Ostufer liegt nun der Suco Leolima (Verwaltungsamt Hato-Udo), am Westufer erst Soro, dann Suro-Craic (Verwaltungsamt Ainaro).
Westlich des Hauptstroms entspringen im Verwaltungsamt Ainaro mehrere Flüsse. Im Grenzgebiet zwischen dem Suco Ainaro und Manutaci der Maumall, zwischen dem Suco Ainaro und Mau-Ulo der Kilelo, zwischen Mau-Ulo und Mau-Nuno der Sarai und zwischen Soro und Suro-Craic der Cehul. Der Kilelo mündet in den am „Dreiländereck“ Ainaro, Mau-Ulo und Mau-Nuno. Maumall und Sarai treffen an der Südspitze des Sucos Ainaro zusammen, kurz darauf kommt der Cehul dazu. Gemeinsam bilden sie den Buronuno, der viele Flussinseln aufzuweisen hat. An der Südspitze von Suro-Craic mündet er schließlich in den Belulik, der sich hier deutlich verbreitet und weiter zwischen Cassa (Verwaltungsamt Ainaro) und Leolima nach Süden fließt. Nur wenige Kilometer weiter nach dem Ort Cassa, beginnt am Westufer der Gemeinde Cova Lima (Verwaltungsamt Zumalai, Suco Raimea). Die großen Flussinseln ziehen sich bis zur Lagoa Oebaba, einem See, den der Fluss durchzieht. Westlich hat sich ein System aus Kanälen und mehreren kleinen Seen gebildet, das bis nah an die Küste Cova Limas reicht. Der Belulik selbst mündet nah dem Ort Bonuc in die Timorsee.